# Ptichodis perspicua
Ptichodis perspicua är en fjärilsart som beskrevs av Walker 1858. Ptichodis perspicua ingår i släktet Ptichodis och familjen nattflyn. Inga underarter finns listade.